# Sigurd Monssen
Sigurd Synnestvedt Monssen (Bergen, 10 de octubre de 1902-Bergen, 7 de noviembre de 1990) fue un deportista noruego que compitió en remo como timonel. Fue hermano del también remero Carl Monssen.
Participó en los Juegos Olímpicos de Londres 1948, obteniendo una medalla de bronce en la prueba de ocho con timonel.

## Palmarés internacional
| Juegos Olímpicos | Juegos Olímpicos      | Juegos Olímpicos  | Juegos Olímpicos |
| Año              | Lugar                 | Medalla           | Prueba           |
| ---------------- | --------------------- | ----------------- | ---------------- |
| 1948             | Londres (Reino Unido) | Medalla de bronce | Ocho con timonel |